# トーントン・タウンFC
トーントン・タウン・フットボールクラブ（Taunton Town Football Club）は、イングランド、サマセット、トーントンを本拠地とするサッカークラブチームである。
2022-23シーズンはナショナルリーグ・サウス（6部相当）に所属。

## 歴史
1947年12月、地元のビジネスマングループにより「トーントン・フットボールクラブ（Taunton Football Club）」として設立。翌1948年のイースターの日に最初の試合を行った。
地元のサマセット・シニアリーグに参加後、1953年にウエスタンフットボールリーグ（9-10部相当）に加入、トーントン自治区評議会からの借地を得て本拠地を現在のワーズワースドライヴ(Wordsworth Drive)に移転した。クラブの黎明期は経済的に困難な状況にあったが、クラブのサポーターがこれを支えた。
1968-69シーズン、新任のダグ・ヒラード監督指揮の下ウエスタンリーグで初の優勝を果たし、その後も1973年から1976年までの4季連続でウエスタンリーグ準優勝を飾った。活況を見せたクラブは地元議会からの借地だったワーズワースドライヴの土地を正式に購入しスタジアムに夜間照明を設置した。その後1977年にクラブはサザンフットボールリーグ・サザンセクションに昇格した。その2年後、M5高速道路の開通に伴い同リーグのミッドランドセクションに移行した。
1981年にクラブ改組を行い有限会社化された後、クラブの理事会はサザンリーグへの参加は彼らのクラブにとって経済的負担が大きすぎると判断し、1983-84シーズンにウエスタンリーグへと降格した。降格後は徐々に力を蓄え、1989-90シーズンに通算2度目のウエスタンリーグ優勝を果たすと、その後も1995–96、1998–99、1999–2000、2000–01シーズンの優勝とその他に4回の準優勝、FAヴェイス優勝1回(2000-01)、準優勝1回(1993-94)を獲得する等の成功を収めた。クラブの経済的な収支も改善した為、理事会は再度サザンリーグへの挑戦を決意。2002-03シーズンに20年ぶりとなるサザンリーグへの昇格を果たし、サザンフットボールリーグ・ディヴィジョン1・サウス&ウェストに編入された。
2017-18シーズン、クラブ史上初めてサザンフットボールリーグ・ディヴィジョン1・サウス&ウェストで昇格プレーオフ圏内順位を確定後、自動昇格である優勝争いのライバルであるキドリントンFCとの直接対決を3-2(H)で制してリーグ優勝を果たし、サザンフットボールリーグ・プレミアディヴィジョンへの昇格を成し遂げた。
2018-19シーズン、クラブはサザンフットボールリーグ・プレミアディヴィジョン・サウスでシーズン2位を獲得したが、昇格プレーオフでプールタウンFCに敗れ、ナショナルリーグ・サウスへの昇格は果たせなかった。

## タイトル

### 国内タイトル
- サザンフットボールリーグ・ディヴィジョン1・サウス&ウェスト ： 1回
  - 2017-2018

- ウエスタンフットボールリーグ：6回
  - 1968-69, 1989-90, 1995-96, 1998-99, 1999-2000, 2000-01

- FAヴェイス：1回
  - 2000-01

### 国際タイトル
- なし